# Estação Parque Fundidora
A Estação Parque Fundidora é uma das estações do Metrorrey, situada em Monterrei, entre a Estação Félix Uresti Gómez e a Estação Y Griera. Administrada pela STC Metrorrey, faz parte da Linha 1.
Foi inaugurada em 25 de abril de 1991. Localiza-se no cruzamento da Avenida Pablo A. de la Garza com a Avenida Cólon. Atende os bairros Pablo A. de la Garza e Acero.